# Munktrana
Munktrana (Grus monacha) är en liten och mörk utrotningshotad asiatisk trana.

## Utseende och läte
Munktranan är en relativt liten trana med en kroppslängd på 100 centimeter. Kroppen är övervägande mörkgå med översta delen av halsen och huvudet vita förutom en röd bar fläck över ögat. Liknande glasögontranan (Antigone vipio) har grå halssidor och en mer utbredd röd fläck på ansiktet runt ögat. Lätena är ljusa och högljudda.

## Utbredning
Munktranan är en flyttfågel som häckar lokalt i södra centrala och sydöstra Sibirien samt i nordvästra Manchuriet. Över 80% av den globala populationen övervintrar vid Izumi i södra Japan, men den övervintrar även i Kina och Taiwan. På våren observeras regelbundet icke-adulta individer i västra Sibirien, mellan floden Ob och Irtysj, men även i allra nordvästligaste Kazakstan. I december 2011 sågs en munktrana tillsammans med prärietranor i amerikanska delstaten Tennessee, och i februari 2012 troligen samma individ i södra Indiana.

## Systematik
Fågeln är närmast släkt med svarthalsad trana (G. nigricollis), och dessa två står i sin tur närmast den europeiska tranan (G. grus). Den behandlas som monotypisk, det vill säga att den inte delas in i några underarter.

## Levnadssätt
Munktranan häckar i avlägsna höglänta skogklädda myrar, mestadels i permafrostzonen. Den övervintrar i sötvattensvåtmarker, blöta gräsmarker, jordbruksområden och på tidvattensslätter utmed kusten. Arten ses framför allt födosöka i risfält och på ängar, men kan även ses i andra miljöer.

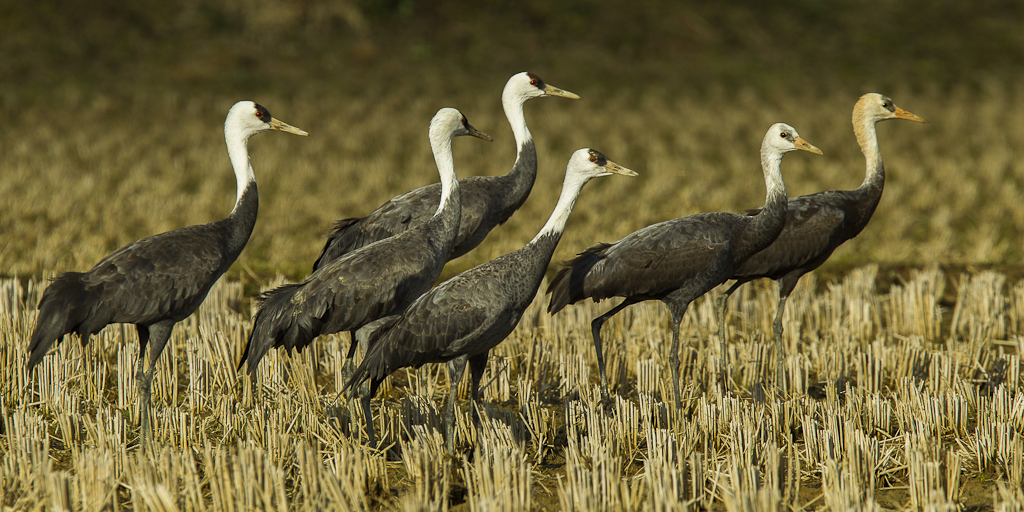

## Status
Munktranan är relativt fåtal, med en världspopulation på mellan 6.000 och 15.000 vuxna individer. Dess övervintringsområde är också mycket begränsat, till endast nio lokaler. Den ökar i antal på två av dem (Izumi i Japan och Suncheon i Sydkorea) men minskar på de övriga sju. Internationella naturvårdsunionen IUCN kategoriserar den därför som sårbar.